# Nord-Ouest
Nord-Ouest eller Nordvest er en region i Cameroun med hovedstad i byen Bamenda. Regionen ligger i den vestlige del af landet og grænser op til Adamawa-regionen mod øst, Ouest-regionen mod sydøst, Sud-Ouest-regionen mod sydvest og Nigeria mod nord. Provinsen ligger hovedsageligt i Bamenda-højlandet, hvis højeste punkt er den vulkanske Oku bjergkæde, der når en højde på op til 3.011 meter. En anden høj bjergkæde i provinsen er Bamenda-bjergene. Provinsen blev internationalt kendt gennem tragedien ved Nyossøen den 21. august 1986.

## Historie
Regionens oprindelse er knyttet til Tikarfolket der sluttede sig til Bamoun-kongeriget i 1700-tallet. I 1884 blev regionen koloniseret af Tyskland under protektoratets regime indtil 1916, hvor den blev et ejerlejlighed administreret i fællesskab af Storbritannien og Frankrig. I 1919 blev administrationen af Nordvestregionen, som en del af det sydlige Cameroun, udelukkende britisk. I 1961 sluttede regionen sig til Cameroun som en del af den føderale stat Vest Cameroun under folkeafstemningen om Britisk Cameroun i 1961.
I slutningen af 2017 startede en separatistbevægelse i Ambazonia i de to engelsktalende regioner Nordvest og Sydvest-regionen (Cameroun) en bølge af vold, der ramte soldater, politi, erhvervsledere og arbejdere. Separatistaktivister forsøgte især at forhindre børn i at vende tilbage til skolen. Mellem 2016 og 2019 plyndrede, ødelagde eller brændte sepretister angiveligt mere end 174 skoler ned.

## Administration
Nordvestregionen (før 2008 kendt som den nordvestlige provins) er den tredjemest befolkede provins i Cameroun. Den har én større storby, Bamenda, med flere andre mindre byer såsom Wum, Kumbo, Mbengwi, Ndop, Nkambé, Batibo, Bambui, Bafut og Oshie. Provinsen oplevede en stigning i befolkningen fra cirka 1,2 millioner i 1987 til 1,8 millioner i 2010. Befolkningstætheden på 99,12 personer pr. kvadratkilometer er højere end landsgennemsnittet på 22,6. Den provinsielle byvækstrate er 7,95%, hvilket er højere end det nationale gennemsnit på 5,6%, mens vækstraten for landdistrikter på 1,16% er lig med den nationale rate. I 2001 var provinsens befolkning ifølge de statistiske provinsielle tjenester i den nordvestlige provins ung, med over 62% af indbyggerne under 20 år. Derfor er forsørgelsesgraden i provinsen høj, især i landdistrikterne.
Provinsen blev oprettet i 1972 med fem afdelinger eller departementer: Bui, Donga-Mantung, Menchum, Mezam og Momo. I dag har den syv departementer, hvor de tilføjede er Boyo, som blev udskilt fra Menchum-departementet, og Ngo-Ketunjia eller Ngoketunjia, udskilt fra Mezam departementet. Hver division er yderligere underopdelt, med i alt 31 underafdelinger i den nordvestlige provins. Den grundlæggende enhed i lokalforvaltningen er byrådet, og der er 32 byråd i regionen.

## Befolkning
Nordvestregionen har mange etniske grupper, herunder immigranter fra andre regioner og lande. Nigeria er godt repræsenteret, da det grænser op til regionen både mod nord og nordvest. Den indfødte befolkning består af en række forskellige etniske og sproglige grupper, hvoraf de vigtigste er af tikarisk oprindelse: Tikari, Widikum, Fulani og Moghamo. De mest udbredte sprog i provinsen inkluderer Mungaka, Limbum, Yamba, der tales af Yamba-folket også fra Donga Mantung-divisionen; Bafmen, Oku, Lamnso, Ngemba, Balikumbat, Papiakum, Moghamo og Nkom.

## Natur
I Nord-Ouestregionen ligger det næsthøjeste bjerg i Vestafrika, Mount Oku. Det er hjemsted for fugle som Bannermans turako (Tauraco bannermani), som er unik for denne region. Der er også mange kratersøer såsom Okusøen, Awingsøen og Nyossøen. Den største tilbageværende bjergskov i den nordvestlige region er Kilum-Ijimskoven. Menchumvandfaldene og Abbivandfaldene i Mbengwi departementet ligger også her.
- Nyossøen
- Okusøen
- Awingsøen og dens omgivelser
- Skoven omkring Menchumvandfaldet
- Awingsøen